# Upplands runinskrifter 424
Upplands runinskrifter 424 är en försvunnen vikingatida runsten som funnits i Rosersberg, Norrsunda socken och Sigtuna kommun.
Gye, som låtit resa denna runsten, är mycket sannolikt samma person som U 423 är rest till minne av. Detta skulle innebära att U 424 är något tidigare än U 423.

## Inskriften
Translitterering av runraden:
[kui · lit · risa · stin · þina · iftiʀ · iafsa · sun · sin · kuþ · hialbi · ant · hans ·]
Normalisering till runsvenska:
Gyi let ræisa stæin þenna æftiʀ Tafsa(?)/Lafsa(?), sun sinn. Guð hialpi and hans.
Översättning till nusvenska:
Gye lät resa denna sten efter Tafse(?), sin son. Gud hjälpe hans ande.